# Прилуков Юрій Олександрович
Прилуков Юрій Олександрович (14 червня 1984) — російський плавець.
Учасник Олімпійських Ігор 2004, 2008 років.
Призер Чемпіонату світу з водних видів спорту 2005, 2007 років.
Чемпіон світу з плавання на короткій воді 2004, 2006, 2008 років, призер 2002 року.
Чемпіон Європи з водних видів спорту 2002, 2004, 2006, 2008 років.
Чемпіон Європи з плавання на короткій воді 2002, 2003, 2004, 2005, 2006 років.
Переможець літньої Універсіади 2003, 2005 років.